# Ходаеи, Маджид
Маджид Ходаеи (перс. مجيد خدايی ‎; род. 26 августа 1978, Мешхед, Иран) — иранский борец вольного стиля, бронзовый призёр чемпионата мира (2002) и чемпионата Азии (2006).